# Kim Yong-nam
Kim Yong-nam (Chosŏn'gŭl: 김영남) (district Myŏngch'ŏn-gun (provincie Hamgyŏng-pukto), 4 februari 1928) is een Noord-Koreaans staatsman. Van 5 september 1998 tot 11 april 2019 was hij voorzitter van het Presidium van de Opperste Volksvergadering en in die functie het de jure staatshoofd, naast Kim Jong-il en Kim Jong-un, van Noord-Korea.

## Biografie
In de jaren vijftig studeerde Kim Yong-nam in de Sovjet-Unie en was hij vicevoorzitter van het Comité voor Buitenlandse Culturele Relaties en vicevoorzitter van het Nationaal Comité voor de Bescherming van de Vrede. In 1956 werd hij sectiechef Buitenlandse Zaken bij het Centraal Comité van de Koreaanse Arbeiderspartij (CND). In 1961 werd hij vicevoorzitter van de CND in Zuid-Hamgyong. In 1972 werd hij voorzitter van de sectie Buitenlandse Zaken.
In de jaren zeventig, tachtig en negentig vergezelde hij president Kim Il-sung bij diens buitenlandse reizen.
Omstreeks 1970 werd Kim Yong-nam in het Centraal Comité van de CND gekozen en in 1980 in het Politbureau. In 1983 werd hij minister van Buitenlandse Zaken van Noord-Korea, een post die hij tot 1998 bleef bekleden. Op 5 september 1998 werd hij geïnstalleerd als staatshoofd.
In december 2011 ontving hij de schaarse buitenlandse gasten na het overlijden van Kim Jong-il, onder wie de weduwe van de vroegere Zuid-Koreaanse president Kim Dae-jung. Op 9 februari 2018 leidde hij voor de openingsceremonie van de Olympische Winterspelen in Pyeongchang een 22-koppige delegatie.